# Max Waller
Max Waller (Brussel, 24 februari 1860 – Sint-Gillis, 6 maart 1889), pseudoniem van Léopold Nicolas Maurice Édouard Warlomont, was een Belgisch Franstalig schrijver.
Zijn vader was de beroemde oftalmoloog Évariste Warlomont.
Waller was medeoprichter van het literaire tijdschrift La Jeune Belgique en schreef ook voor La Nation en andere kranten.
Hij overleed op 29-jarige leeftijd aan ziekte. Kort voor zijn dood had hij de Congolese correspondentie van zijn broer Charles Warlomont laten uitgeven. Deze gaf ook mee vorm aan de hoofdpersoon van Brigitte Austin, een vervolg op Daisy dat postuum verscheen in 1930.

## Werken
- L'Amour fantasque (1883)
- Le Baiser (1883)
- La Vie bête (1883)
- Lysiane de Lysias (1885)
- Jeanne Bijou (1886)

postuum
- Daisy (1891)
- La Flûte à Siebel (1891)
- Brigitte Austin (1930; 1944)

## Gedenktekens
Na zijn dood lieten van vrienden van Waller een monument oprichten door Victor Rousseau op de Brusselse Ambiorixsquare.
De Max Wallerstraat in Vorst is naar hem genoemd.